# Гора Сіратака
Гора́ Сірата́ка (яп. 白鷹山, しらたかやま, МФА: [ɕiɾataka jama], «Білий Яструб») або Кокудзо́ (яп. 虚空蔵山, こくうぞうさん, МФА: [kokuːd͡zoːsaɴ]) — вулкан четвертинного періоду в Японії, на півдні префектури Ямаґата. Найвища точка гірського пасма, що розділяє западини Ямаґата та Йонедзава. Висота 994 м. Розташована на кордоні міст Ямаґата, Камінояма, Нанйо, а також містечок Сіратака і Яманобе. Місце вшанування бодгісаттви Кокудзо. На північно-східному схилі гори міститься кратер вулкана, у западинах підніжжя якого лежать болотисті озера Онума, Аренума і Маґанума. Околиці гори покриті лісом, який використовується як рекреаційний ресурс префектури.